# Senta Berger
Senta Berger (Bécs, 1941. május 13. –) osztrák színésznő, filmproducer, író. A kritikusok a háború utáni időszak egyik legnagyobb színésznőjének tekintik, és a közvélemény-kutatásokban gyakran említik a legjobb német nyelvű színésznők között. Több díjra is jelölték színházi, film- és televíziós szerepei alapján, díjai között van két Bambi-díj, két Romy-díj, egy Adolf Grimme-díj, a német és a bajor televízió díja, valamint egy Arany Kamera.

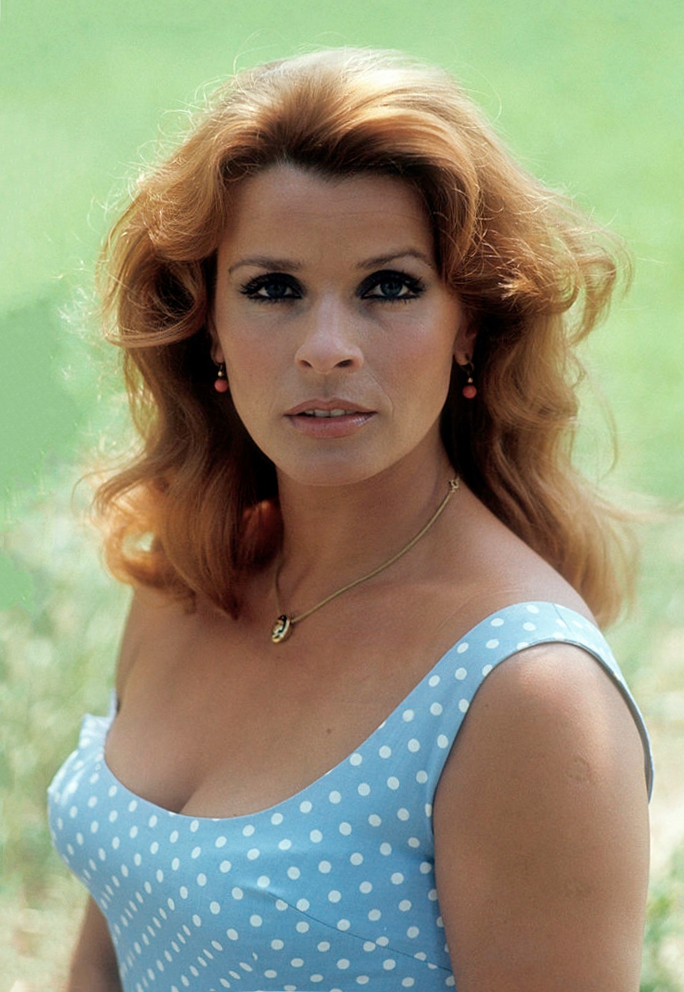
Senta Berger (1975)

## Élete
Josef Berger zenész és Therese Jany tanárnő gyermekeként született. Ötéves korától balettozni tanult, 14-től pedig magániskolában színészmesterséget.
1957-ben végzett az Akademie für Darstellende Künstén. 1957-1958 között a bécsi Reinhardt Szemináriumba járt.
1958-1960 között a Theater in der Josefstadt tagja volt. 1960-ban a nyugat-berlini CCC Film szerződtette. 1964-1968 között Hollywoodban játszott. 1965-ben Michael Verhoevennel megalapította a Sentana filmprodukciót. 1970-től Olaszországban, Franciaországban dolgozott. 1974-ben az NSZK-ban telepedett le. 1978-1979 között az ORF TV-show műsorvezetője volt, önálló esteket tartott. 2003-tól a Német Filmakadémia elnöke.

## Magánélete
1966-ban házasságot kötött Michael Verhoevennel. Két gyermekük született; Simon-Vincent (1972) és Luca (1979).

## Filmjei

### Színészként
- A Duna-parti vendéglősnő (1957)
- Igazolatlan óra (1957)
- Az utazás (1959)
- Kátya (1959)
- Ich heirate Herrn Direktor (1960)
- Švejk, a derék katona (1960)
- Junge Leute brauchen Liebe (1961)
- Malachiás csodája (1961)
- Titkos utak (1961)
- Eine hübscher als die andere (1961)
- Immer Arger mit dem Bett (1961)
- Nem kell mindig kaviár (1961)
- Most már mindig kell kaviár! (1961)
- Ramona (1961)
- Das Geheimnis der schwarzen Koffer (1962)
- Frauenarzt Dr. Sibelius (1962)
- Dr. Mabuse végrendelete (1962)
- Sherlock Holmes und das Halsband des Todes (1962)
- Kali Yug, la dea della vendetta (1963)
- Il mistero del tempio indiano (1963)
- A győztesek (1963)
- Jack és Jenny (1963)
- ...e la donna creo l'uomo (1964)
- See, how they run (1964)
- Álcázott kémek (1965)
- Dundee őrnagy (1965)
- Schüsse im Dreivierteltakt (1965)
- A dicsőség fiai (1965)
- Az óriás árnyéka (1966)
- Our Man in Marrakesh (1966)
- A mák virága is virág (1966)
- Lange Beine – lange Finger (1966)
- A Quiller jegyzék (1966)
- San Gennaro kincse (1966)
- Peau d'espion (1967)
- The Ambushers (1967)
- Üldözési mánia (1967)
- Isztambul expressz (1968)
- Ha kedd van, akkor ez Belgium (1969)
- Sade márki (1969)
- Casanova gyermekkora (1969)
- Az idegenek (1969)
- Cuori solitari (1970)
- Quando le donne avevano la coda (1970)
- Un'anguilla da trecento millioni (1971)
- Wer im Glashaus liebt...der Graben (1971)
- Le saut de l'ange (1971)
- Roma bene (1971)
- Tetthely (1972)
- A Nagy Medve szeretői (1972)
- Quando le donne persero la coda (1972)
- Causa di divorzio (1972)
- Ruth Halbfass erkölcse (1972)
- Amore e ginnastica (1973)
- A skarlát betű (1973)
- Körbe-körbe (1973)
- Bisturi, la mafia bianca (1973)
- L'uomo senza memoria (1974)
- Di mamma non ce n'é una sola (1974)
- Brogliaccio d'amore (1976)
- La padrona é servita (1976)
- The Swiss Conspiracy (1976)
- Méreggel (1976, producer is)
- Una donna di seconda mano (1977)
- Ritratto di borghesia in nero (1977)
- A kínai csoda (1977)
- Vaskereszt (1977)
- Signore e signori, buonanotte (1978)
- A zöld kabát (1979)
- Speed Driver (1980)
- Danton halála (1981)
- Elsőszámú formula (1981)
- Éjszaka és köd (1982)
- Kedves Melanie (1983)
- Mattia Pascal két élete (1985)
- A repülő ördögök (1985)
- Az utolsó mazurka (1986)
- Világautó (1986)
- Kir Royal (1986)
- Animali metropolitani (1987)
- Mindenki mosolyogjon (1988)
- Peter Strohm (1989)
- A gyors Gerdi (1989-2004)
- A rémes lány (1990, producer is)
- Tre colonne in cronaca (1990)
- Sie und Er (1992)
- Orvosok – Dr. Schwarz és Dr. Martin (1994-1996)
- Rex felügyelő (1995)
- A fiam nem gyilkos (1996)
- Kap der Rache (1997)
- Lamorte (1997)
- Az éjszakák éjszakája (1997)
- Szép vagyok? (1998)
- Mammamia (1998)
- Szerelem és egyéb katasztrófák (1999)
- Nancherrow (1999)
- Mit fünfzig Küssen Manner anders (1999)
- Szoba reggelivel (2000)
- Trennungsfieber (2000)
- Élvezd az életet! (2000)
- Probieren Sie's mit einem jüngeren (2000)
- Unter Verdacht (2002-2011)
- Biss dass dein Tod uns scheidet (2002)
- Die konferenz (2004)
- Egyszer úgy, ahogy én akarom (2005)
- Emilia (2005)
- Nette Nachbarn küsst man nicht (2006)
- Vier Jahreszeiten: Ein Sommer in Endillion (mini-tévésorozat, 4 epizód, 2008-2009)
- Schlaflos (2009)
- Ob ihr wollt oder nicht (2009)
- Frau Böhm sagt Nein (TV, 2009)
- Mama kommt! (TV, 2009)
- Satte Farben vor Schwarz (2010)
- Liebe am Fjord – Das Ende der Eiszeit (TV, 2011)
- In den besten Jahren (TV, 2011)
- Zettl (2012)
- Ruhm (2012)
- Operation Zucker (TV, 2012)
- Hochzeiten (TV, 2012)

### Producerként
- Paarungen (1967)
- Ein unheimlich starker Abgang (1973)
- Am Südhang (1980)
- Die Ursache (1980)
- Die weise Rose (1982)
- Das Tor zum Glück (1984)
- Stinkwut (1986)

## Művei
- Ich hab ja gewusst, dass ich fliegen kann (önéletrajz, 2006)

## Díjai
- 1968: Bambi-díj
- 1969: Bravo Otto bronzérem

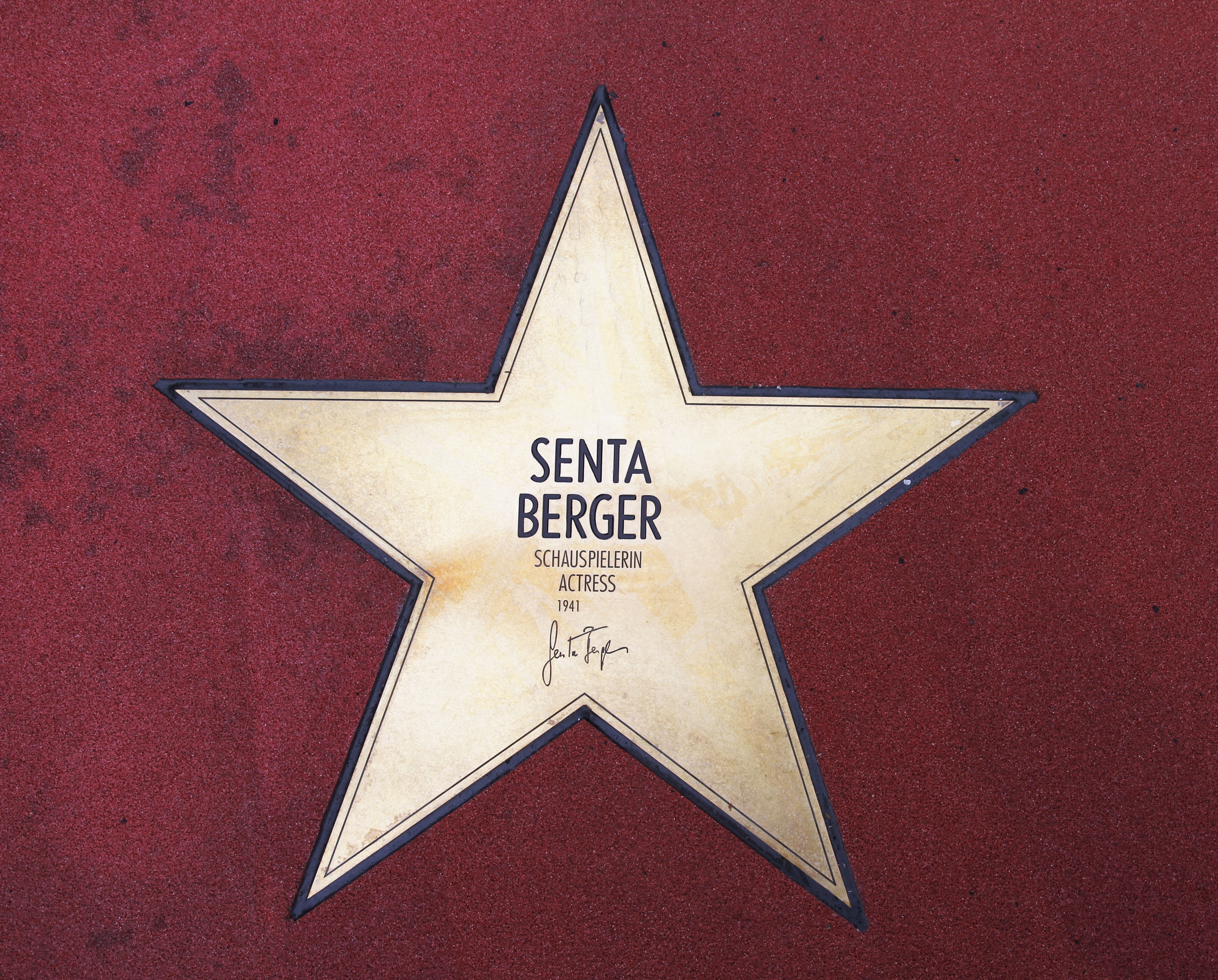
Csillaga a Boulevard der Starson (2011)

- 1983: Ezüst Filmszalag a Die weiße Roseért a Sentana nevében
- 1987: Deutscher Darstellerpreis (Chaplin-cipő) a Kir Royalos szerepéért
- 1990: Bambi-különdíj: Unknockable Stars (Kiüthetetlen sztárok)
- 1996: Arany Gong
- 1998: Elsőosztályú Osztrák Tudományos és Művészeti Becsületdíj
- 1998: Karl-Valentin-Orden
- 1998: Arany Romy a legnépszerűbb színésznőnek
- 1999: Bambi-díj a nemzeti TV kategóriában, a Liebe und andere Katastrophen c. filmért
- 1999: Elsőosztályú (Német) Szövetségi Szolgálati Érdemrend
- 2002: Bajor Szolgálati Becsületrend
- 2003: Grimme-díj az Unter Verdachtért (Gyanúsítva)
- 2003: Német Hangoskönyv-díj
- 2003: München leuchtet-medál Münchenért végzett különleges szolgálataiért
- 2005: Hessei TV-díj a Die Konferenz mellékszerepéért
- 2005: Arany Ökör – a Mecklenburg-Elő-Pomeránia Filmfesztiválja becsületdíja a Senta Berger és Michael Verhoevens-féle Sentana-Filmprodukcióért
- 2006: Billy Wilder Award
- 2007: Platin Romy életmúdíj
- 2009: Német TV-Krimi különdíj a Schlaflos női főszerepéért
- 2009: Herbert-Strate-díj és a HDF Moziszövetség díja
- 2009: Német TV-díj a Schlaflos legjobb női főszerepéért
- 2009: A Baden-badeni TV-filmfesztivál különdíja a Frau Böhm sagt Neinben nyújtott kiemelkedő teljesítményéért
- 2010: Arany Kamera-díj a legjobb német színésznőnek a Frau Böhm sagt Nein és Schlaflos c. filmekben nyújtott alakításaiért
- 2010: Adolf-Grimme-díj a Frau Böhm sagt Neinben nyújtott teljesítményéért
- 2010: Bajor TV-díj a legjobb színésznőnek a Frau Böhm sagt Neinért
- 2011: Nagy mellszalag Diagonale – színészi életműdíj
- 2011: Csillag a berlini Boulevard der Stars-on
- 2011: Hans Abich Tévéfilmes különdíj
- 2011: Kultureller Ehrenpreis der Landeshauptstadt München Müncheni kulturális becsületrend
- 2012: Berlini medve-díj